# Max Jenkins (Radsportler)
Max Jenkins (* 5. Dezember 1986) ist ein US-amerikanischer Radrennfahrer.
Max Jenkins wurde 2007 US-amerikanischer Meister im Straßenrennen der U23-Klasse. Im Jahr 2012 wurde er Gesamtneunter der Mexiko-Rundfahrt. Dieselbe Platzierung erreichte er 2014 bei der Tour of the Gila.

## Erfolge
2007
- US-amerikanischer Meister – Straßenrennen (U23)

## Teams
- 2009 Glud & Marstrand Horsens
- 2010 UnitedHealthcare-Maxxis
- 2011 UnitedHealthcare Pro Cycling
- 2012 Competitive Cyclist Racing Team
- 2013 5 Hour Energy
- 2015 Astellas Cycling Team
- 2015 Astellas Cycling Team